# Hamptjärnen (Skellefteå socken, Västerbotten, 719111-173145)
Hamptjärnen är en sjö i Skellefteå kommun i Västerbotten och ingår i Skellefteälvens huvudavrinningsområde.